# .hack

Logo da franquia.

.hack (pronuncia-se dot hack) é uma franquia multimídia desenvolvida pela CyberConnect2 e distribuída pela Bandai. A série consiste em jogos para PlayStation 2, animes, mangás, e light novels.
As séries se passam dentro do MMORPG fictício The World. The World tem o lançamento de sua primeira versão, R:1, no ano de 2007. Depois, foi lançada a versão R:2, R:2.5 e R:X em 2020.

## .hack//SIGN
.hack//SIGN é o primeiro anime referente ao universo .hack. Ele conta as aventuras de Tsukasa, um jogador que não é capaz de desconectar-se do jogo The World. Este jogador tem poderes nunca vistos no jogo, como por exemplo o poder de aumentar o tamanho do objeto de ataque sem passar por um Portal do Caos e conta com um monstro guardião que quando ataca um personagem, faz o jogador perder a consciência e ficar com dores extremas na vida real.

## Jogos
Foram feitos 8 jogos para Play Station 2 (.hack//Infection, .hack//Mutation, .hack//Outbreak, .hack//Quarantine , .hack//G.U.). Acontece logo após .hack//Zero. Os jogos começam com um jogador novato, Kite, durante seu primeiro contato com o game The World, acompanhado de seu amigo é atacado por um monstro que perseguia uma garota. Por causa deste ataque, Yasuhiko (Orca) cai em coma. A partir de agora, Kite se dedicará a buscar a forma de salvar todas as vitimas que se encontram em coma por causa do jogo. Receberá a ajuda de outros jogadores e um bracelete estranho que concede os mesmos poderes que causaram o coma de Yasuhiko.

### Project .hack
.hack//Infection
.hack//INFECTION (Japonês: .hack//感染拡大 Vol.1 [Infection Expansion – Vol.1])
.hack//Mutation
.hack//MUTATION (Japonês: .hack//悪性変異 Vol.2 [Malignant Mutation – Vol.2])
.hack//Outbreak
.hack//OUTBREAK (Japonês: .hack//侵食汚染 Vol.3 [Erosion Pollution – Vol.3])
.hack//Quarantine
.hack//QUARANTINE (Japonês: .hack//絶対包囲 Vol.4 [Absolute Encirclement – Vol.4])
.hack//Fragment
.hack//Fragment é um MMORPG para Play Station 2. É um jogo online baseado na primeira saga de videojogos, não há uma história definida, conta com a aparição de personagens que aparecem em .hack//Sign, .hack//Infection, .hack//Mutation, .hack//Outbreak, .hack//Quarantine e .hack//Legend of Twilight.

### .hack G.U.
.hack//G.U. Vol. 1: Rebirth (Japonês: .hack//G.U. Vol. 1: Rebirth [再誕, Saitan?, lit. Resurrection],
.hack//G.U. Vol. 2: Reminisce [君思う声, Kimi Omou Koe?, lit. The Voice that Thinks of You]
.hack//G.U. Vol. 3: Redemption [歩くような速さで, Aruku you na Hayasa de?, lit. At a Walking Pace])
.hack//Link

## Filme
.hack//G.U. TRILOGY
É um filme que conta uma versão dos fatos ocorridos com Haseo. O filme mostra um pouco do que houve no .hack//Roots e resume toda a história dos três jogos do .hack//G.U.. Pode se perceber várias diferenças em como os fatos ocorrem, do anime e jogo para o filme.

## Animes
.hack//Roots
.hack//Roots é um anime de 26 capítulos que é um prelúdio de .hack//G.U. Ele narra a história de Haseo junto com Shino e Ovan na Twilight Brigade, durante os 8 meses não mostrados no jogo. Fazem parte também deste anime a guilda mais famosa do jogo a TaN.

## OVAs
.hack//Liminality
Cada jogo de Play Station 2 tem uma OVA que ocorre no mundo real, paralelamente aos feitos de cada jogo. As OVA's se chamam .hack//Liminality, que é o anime dos jogos. Conta a tentativa de três meninas e um ex-diretor da CC Company, a companhia que comercializa The World, de recuperar os jogadores em coma. São quatro OVA’s:
- A primeira OVA conta a história de Mai Minase, que desmaiou quando jogava pela primeira vez junto com seu namorado, Tomonari Kasumi (nick: Sieg). Ela acordou, mas seu namorado não.
- Na segunda OVA, Yuki Aihara está dentro de um centro comercial, aqui vê como os problemas na rede começam a afetar a vida real.
- Na terceira OVA trata da reunião entre Kyoko Tohno e Junichiro Tokuoka e dá bastantes informações sobre Emma Weiland e Harald Höerwick.
- Na quarta e última OVA pode-se ver os desesperados esforços dos protagonistas para conseguir que tudo volte ao normal.

.hack//GIFT
.hack//GIFT É uma OVA encontrada no último jogo contendo um episódio.
.hack//Quantum
.hack//Quantum são três OVAs produzidos para serem outra parte da história de .hack//Link, mostrando três jogadoras no The World R:X que usam modelos de personagens semelhantes aos personagens de Kite, BlackRose e Balmung.

## Mangás
.hack//XXXX
.hack//XXXX (Xforce ou X-FOUR) é um mangá baseado no conceito original de Hiroshi Matsuyama e escrito e ilustrado por Megane Kikuya. O mangá relata a história dos quatro jogos e mostra os eventos de The World no ponto de vista de Kite, que se encontra buscando a cura para seu amigo Orca (jogador experiente e lendário, um dos descendentes de Fianna), que entrou em coma depois de Skeith lhe fazer a absorção de dados. O mangá incorpora novos personagens secundários e grandes variações, como a aparição de Cubia como um PJ normal.
.hack//Legend of the Twilight Bracelet
É lançado o mangá, .hack//Legend of the Twilight, ou .hack// Ude Den (abreviatura oficial) ou .hack//Dusk (abreviatura equivocada por causa de um erro de tradução). É feito um anime do mangá também. Ocorre quatro anos depois dos jogos. Conta a história de como os irmãos Shugo e Rena ganham um concurso e conseguem duas contas de usuário (Kite e Black Rose) para o jogo de rede on-line mais realista do momento, The World com avatares especiais (um Avatar consiste em um personagem jogável) baseados em uns supostos jogadores lendários que formaram um grupo chamado .hackers e repararam um grande erro do jogo que fazia que alguns jogadores entrassem em coma. O mangá foi licenciado no Brasil pela editora Jbc
.hack//G.U.
Adaptação para mangá dos três volumes do jogo .hack//G.U.. Este mangá introduz muitas variações em relação aos jogos.
.hack//4koma
Mangá cômico que aparecem distintos personagens de todas as séries .hack, principalmente das sagas de videojogos.
.hack//Alcor
Mangá, em que a protagonista é Nanase. Mostra Alkaid quando era campeã da Arena, antes de ser vencida por Endrance.
.hack//Gnu
Mangá de humor  que explica as aventuras de Reid e seus amigos da Lunar Tree.
.hack//LINK: Twilight Knights
.hack//Link Twilight Knights é um mangá que acontece no ano de 2020. Acaba de ser lançada o The World R:X, depois de 2 anos após o jogo ter saído de ar repentinamente. Kuryuu Tokyo acaba sendo levado para dentro do jogo literalmente, e ele encontra lá os maiores heróis que fizeram história no The World.

## Novelização
.hack//Another Birth
.hack//Another Birth (.hack//もうひとつの誕生, dotto hakku//Mō Hitotsu no Tanjō?) é uma novelização dos jogos de PlayStation 2. Esta novela trata dos mesmos acontecimentos dos jogos, mas no ponto de vista de BlackRose, a companheira de Kite. É interessante já que profundiza mais nos sentimentos dos protagonistas e mostra muitos detalhes não vistos anteriormente. Esta novela possui quatro volumes:
- 〈Vol.1〉悪性変異 [Malignant Mutation]
- 〈Vol.2〉侵食汚染 [Erosion Pollution]
- 〈Vol.3〉絶対包囲 [Absolute Encirclement]

O livro começa com BlackRose sentada no Hospital perto do seu irmão mais novo, Fumikazu, que recentemente entrou em coma como resultado de um encontro por azar com um Data Bug em um campo estranho.
.hack//AI Buster
.hack//AI Buster é uma novela, que trata de um debugger chamado Albireo, que testava "Fragmento", versão beta de The World (.hack). Albireo encontra uma AI com aspecto de menina chamada Licorys, mas ela está incompleta, a partir de então Albireo se dedicará a buscar as partes necessárias para completá-la.
.hack//AI Buster 2
.hack//AI Buster 2 é uma novela contendo uma coleção de histórias envolvendo os personagens de .hack//AI Buster e .hack//Legend of the Twilight com situações cronológica diferentes. As histórias contidas na novela são: 2nd Character , Wotan's Spear, Kamui, Rumor e Firefly.
2nd Character
.hack//2nd Character ou Haruka Muzuhara's Situation é a primeira história da novela e é contada na perspectiva de Haruka e explica seus sentimentos por Albireo.
Wotan's Spear
.hack//Wotan's Spear continua a saga de .hack//AI Buster. O protagonista continua sendo Albireo, que investigará acontecimentos raros cujo fator comum é Tsukasa, um pequeno wavemaster.
Kamui
.hack//Kamui conta a história de Kamui, que faz cargo dos Cavaleiros de Cobalto depois da segunda crise da rede.
Rumor
.hack//Rumor narra a história da protagonista é Brigit, uma blademaster que começa a pensar se vale a pena ou não continuar jogando The World até que encontre um personagem estranho que lhe falará sobre os lendários .hackers.
Firefly
.hack//Firefly conta a primeira aventura de Hotaru no servidor japonês de The World.
.hack//Zero
.hack//Zero é outra novela que é um enlace entre duas histórias. Explica a história de Curl junto com Sieg e Alf. Esta parte põe um pouco em conhecimento que algo começa a falhar em The World, seus programadores começam a se demitir ao ver falhas, e aparece uma menina estranha no jogo, que é perseguida por um Player Killer (PK).
.hack//Cell
Essa é uma novela na que narra os feitos de Midori, uma GettHitter que encontrou TriEdge e tentou escapar. A partir de então, Haseo começará a persegui-la para conseguir informações.
.hack//G.U.//Deduction
É uma novelização dos jogos .hack//G.U. em 6 livros, 2 livros por volume.

## Outros

### .hack//ENEMY
.hack//ENEMY é um card game da série.

### The End of The World
São vídeos do Terminal Disk, um disco que vem originalmente com o primeiro volume do jogo .hack//G.U.. Explica os acontecimentos durante os sete anos que passam entre as aventuras dos .hackers e .hack//Roots. Estão em forma de diário e firmado por Jun Bansyoya, trabalhador da CC Corporation. Explica também porque The World tornou-se The World R:2.

### Online Jack
São reportagens que mostram nos mesmos jogos, são três reportagens por jogo, que totalizam nove reportagens. Elas contam a investigação de Salvador Aihara sobre o Doll Síndrome.

## Recepção
Predefinição:VG series reviews
A série recebeu críticas diversas, mas teve uma boa venda. Em março de 2004, as vendas dos jogos .hack excederam 1,73 milhões, com 780.000 cópias vendidas no Japão. Jeremy Dunham do IGN elogiou o conceito único de jogabilidade de jogar um MMORPG "offline" e o que foi feito para preservar essa impressão. Ele também elogiou o design dos personagens e a decisão de incluir faixas com vozes japonesas. Entretanto, ele criticou a câmera completamente controlada manualmente e a ambientação genérica da maioria dos níveis. Em sua análise do segundo jogo, Dunham ficou impressionado com a performance da dublagem em inglês. Em Outbreak, Dunham notou uma grande melhora na inteligência artificial dos personagens aliados, assim como a dos inimigos. Ele também descreveu Outbreak e Quarantine como tendo uma história muito mais atrativa que os primeiros dois jogos. IGN nomeou .hack//Mutation o jogo do mês de maio de 2003 para PlayStation 2.
Greg Kasavin do GameSpot considerou a série .hack como sendo um jogo de RPG de ação muito normal, cenário a parte, sendo uma versão inferior ao jogo Kingdom Hearts. Ele também descreveu a trilha sonora como uma mistura de música apropriada com temas desagradáveis. Ele também criticou a jogabilidade repetitiva que teve pouca melhora entre um jogo e outra e a pouca duração de cada jogo.
Gary Steinman do Official U.S. PlayStation Magazine declarou que ".hack não é um bom jogo", mas que a história "mind-bengind" permitiu que o crítico ignorasse as óbvias falhas e olhasse com esperança para os futuros jogos da série.
GameNOW comentou o aspecto estratégico da jogabilidade, apreciando a profundidade e variedade das batalhas.
A revista japonesa Famitsu Weekly deu aos jogos .hack uma pontuação de 29/40, indicando análises medianas.
Entretanto, a Computer Entertainment Supplier's Association (CESA) Japonesa honrou a série pela combinação de diferentes mídias, incluindo jogos, anime, rádio, e mangá em um universo atrativo durante o Prêmio CESA 2002-2003.

## Legado
.hack//G.U. é uma franquia que sucede a franquia .hack. A série começa na história no ano 2017, sete anos após os eventos de .hack. The World se torna The World R:2.